# Ludwig Fahrenkrog
Ludwig Fahrenkrog (* 20. Oktober 1867 in Rendsburg; † 27. Oktober 1952 in Biberach an der Riß) war ein deutscher Maler und Dichter. Er war ein Vertreter der völkischen Bewegung und gründete die neuheidnische Germanische Glaubens-Gemeinschaft.

## Leben

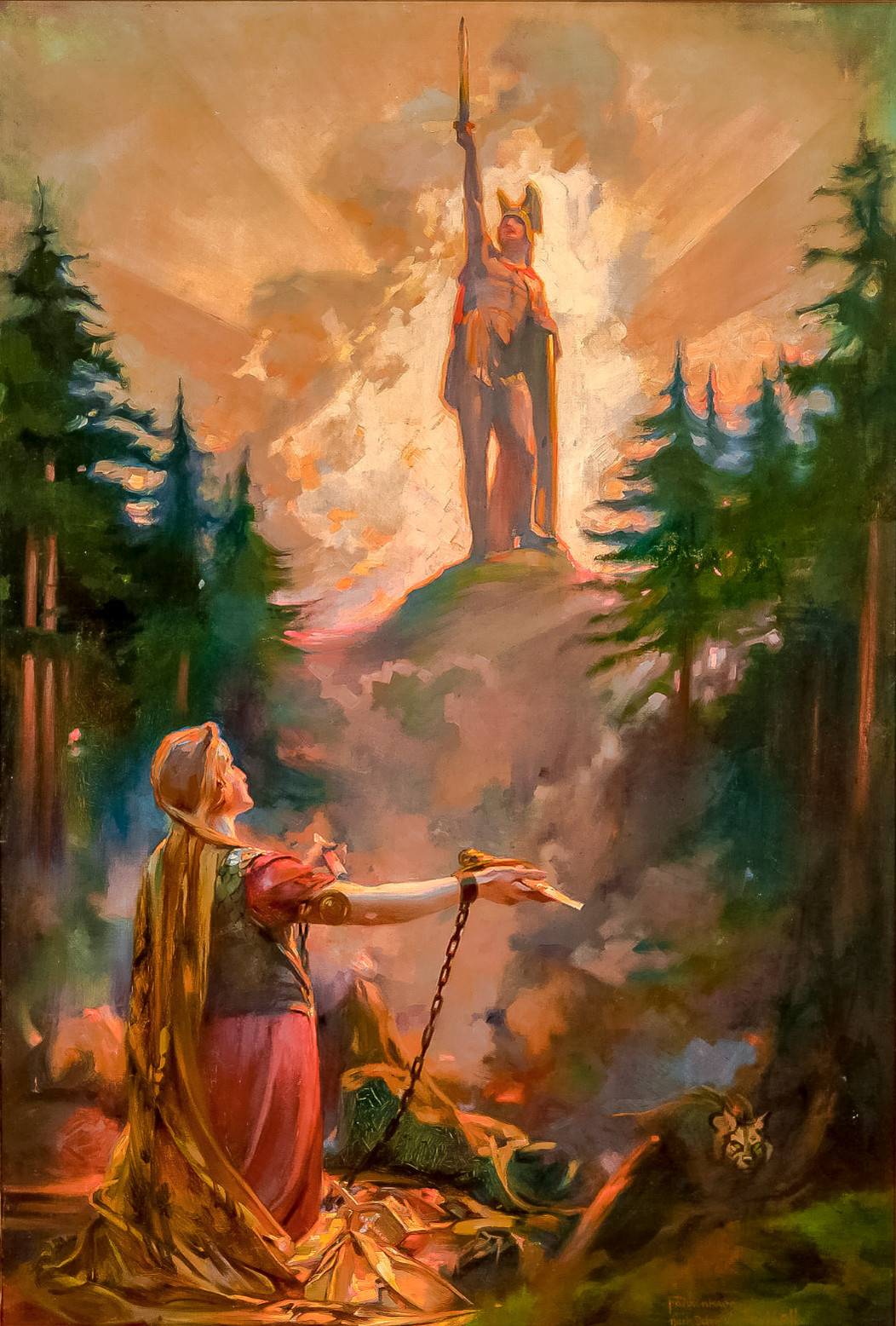
Germania in Ketten – der Cherusker möge sie sprengen (Postkarte)

Nach einer Lehre als Dekorationsmaler besuchte er zunächst die Kunstgewerbeschule Altona und studierte ab 1887 an der Akademie der Künste in Berlin, wo er Schüler von Woldemar Friedrich, Hugo Vogel und Meisterschüler von Anton von Werner war. 1898 wurde er als Lehrer für figürliches Malen und Komposition an die Barmer Kunstgewerbeschule berufen und 1913 zum Professor ernannt. Schließlich wurde er 1925 von der University of Dakota in den USA zum External Professor of Art ernannt.
Sein Werk entsprang der Lebensreformbewegung und dem Jugendstil. Bekannt wurde er zunächst durch sakrale, christliche Kunst, insbesondere Jesusbilder. 1893 für das Gemälde Kreuzigung Christi mit dem Großen Staatspreis ausgezeichnet, war er nach einem Stipendienjahr in Rom in der Villa Strohl-Fern nicht mit den erwarteten historistischen Kopien alter Meister und antiker Formen nach Deutschland zurückgekehrt, sondern mit in freier Landschaft gemalten Bildern.
Mit tiefer Skepsis widmete er sich fortan der christlichen Überlieferung. 1901 erschreckte er die Öffentlichkeit bei einer großen Ausstellung in der Barmer Kunsthalle – drei Jahre nach der Berufung an die Barmer Kunstgewerbeschule – mit der Darstellung eines bartlosen Jesus von Nazareth. Der Neuerer der Kunst gegen den Historismus lehnte allerdings die modernen Richtungen der internationalen Avantgarde, den Kubismus und Expressionismus, ab und blieb einem gegenständlich-symbolistischen Stil verpflichtet. Seine Bildinhalte kreisten um Natur, germanische Mythologie und innerseelische Konflikte. 1913 erschien Fahrenkrogs Bildband Lucifer, 1922 folgte der Bildband Ludwig Fahrenkrog. Seine Schöpfungen und ihre Bedeutung für unser Volkstum.
1900 trat Fahrenkrog aus der Kirche aus und rief 1907 zur Gründung einer germanischen Religionsgemeinschaft auf. 1913 wurde die Germanische Glaubens-Gemeinschaft gegründet, deren Hochwart Fahrenkrog von 1914 bis 1952 war.
1912 wurde sein Drama Baldur, 1913 Wölsund, 1920 Nornegast und 1921 Die Godentochter im Harzer Bergtheater aufgeführt. Ab 1922 gab er gemeinsam mit Holger Dom die Zeitschrift Der Weihwart heraus. 1931 trat er aus dem Schuldienst aus und zog nach Biberach an der Riß um, wo er viele lokale Persönlichkeiten porträtierte.
In der Zeit des Nationalsozialismus war Fahrenkrog obligatorisches Mitglied der Reichskammer der bildenden Künste und des nazistischen Frontkämpferbundes bildender Künstler. Er war 1933 auf der 1. Wanderausstellung Deutscher Kunst auf der Burg Dankwarderode in Braunschweig und 1940 in Berlin auf der Frühjahrsausstellung des Frontkämpferbundes bildender Künstler vertreten.
Fahrenkrog sah das sich auf dem Judentum aufbauende Christentum als den Germanen wesensfremd an. Das NS-System hielt Distanz zu dem religiösen Schwärmer, der weder partei- noch kriegsverherrlichende Gemälde schuf. Nach 1945 erhielt Fahrenkrog den Auftrag, die ermordeten Widerstandskämpfer Hans und Sophie Scholl nach Fotografien zu malen.
Sein schriftlicher Nachlass liegt im Deutschen Kunstarchiv im Germanischen Nationalmuseum.

„Wir müssen wachsen lassen, nicht machen. Eine deutsche Kunst wird nicht gemacht. Wenn wir aber dem deutschen Genius nicht im Wege liegen, dann wird er erstehen, ohne alle kluge Rede und Geschwätz, aus eigener Kraft und Berufung. Was aus deutscher Scholle wächst, muß deutsch werden.“